# Pampos Pittas
Charalampos Pittas, detto Pampos (in greco: Χαράλαμπος "Πάμπος" Πίττας; Limisso, 26 luglio 1966), è un ex calciatore cipriota, di ruolo difensore.

## Biografia
È padre dell'attaccante della nazionale cipriota Iōannīs Pittas.

## Carriera

### Club
Giocò con l'Apollōn Limassol dal 1986 al 2002 e con l'AEL Limassol dal 2002 al 2005, anno in cui si ritirò dal calcio giocato.

### Nazionale
Giocò 82 partite con la Nazionale cipriota, segnando 7 gol.
Con la sua nazionale ottenne il record di presenze, che poi fu battuto da Ioannis Okkas.
Esordì in nazionale a 20 anni, il 14 gennaio 1987 ad Atene contro la Grecia.
Il 22 ottobre 1988 segnò il suo primo gol, che regalò alla sua squadra un pareggio per 1-1 contro la Francia.
Giocò la sua ultima partita l'8 settembre 1999 a Badajoz contro la Spagna, in una partita persa 8-0.
È stato un giocatore della Nazionale cipriota per 12 anni e 237 giorni.

## Palmarès

### Club

#### Competizioni nazionali
- Campionato cipriota: 2

Apollōn Limassol: 1990-1991, 1993-1994
- Coppa di Cipro: 2

Apollōn Limassol: 1991-1992, 2000-2001